# Echinopsis eyriesii
Echinopsis eyriesii là một loài thực vật có hoa trong họ Cactaceae. Loài này được (Turpin) Pfeiff. & Otto mô tả khoa học đầu tiên năm 1838.

## Hình ảnh

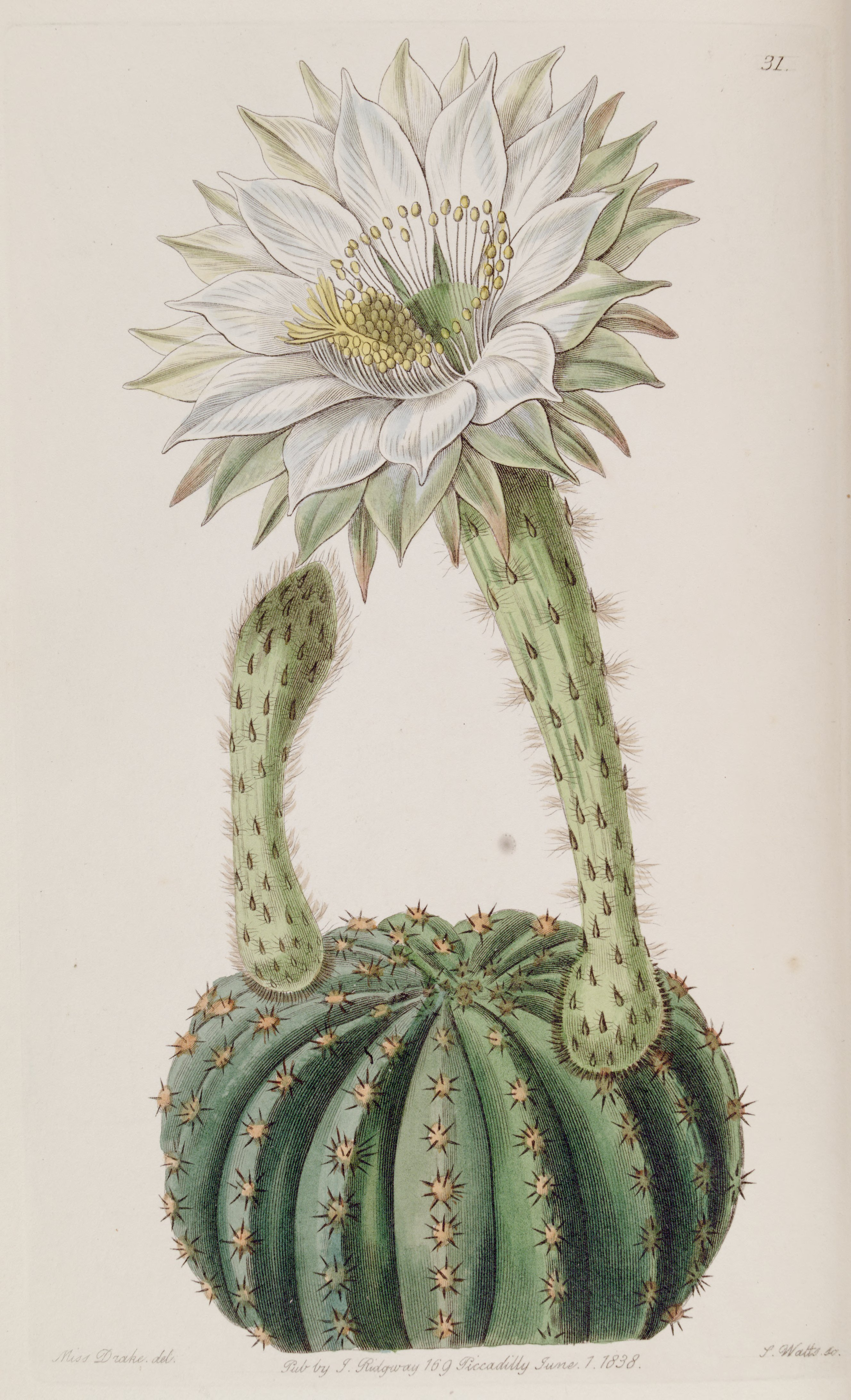
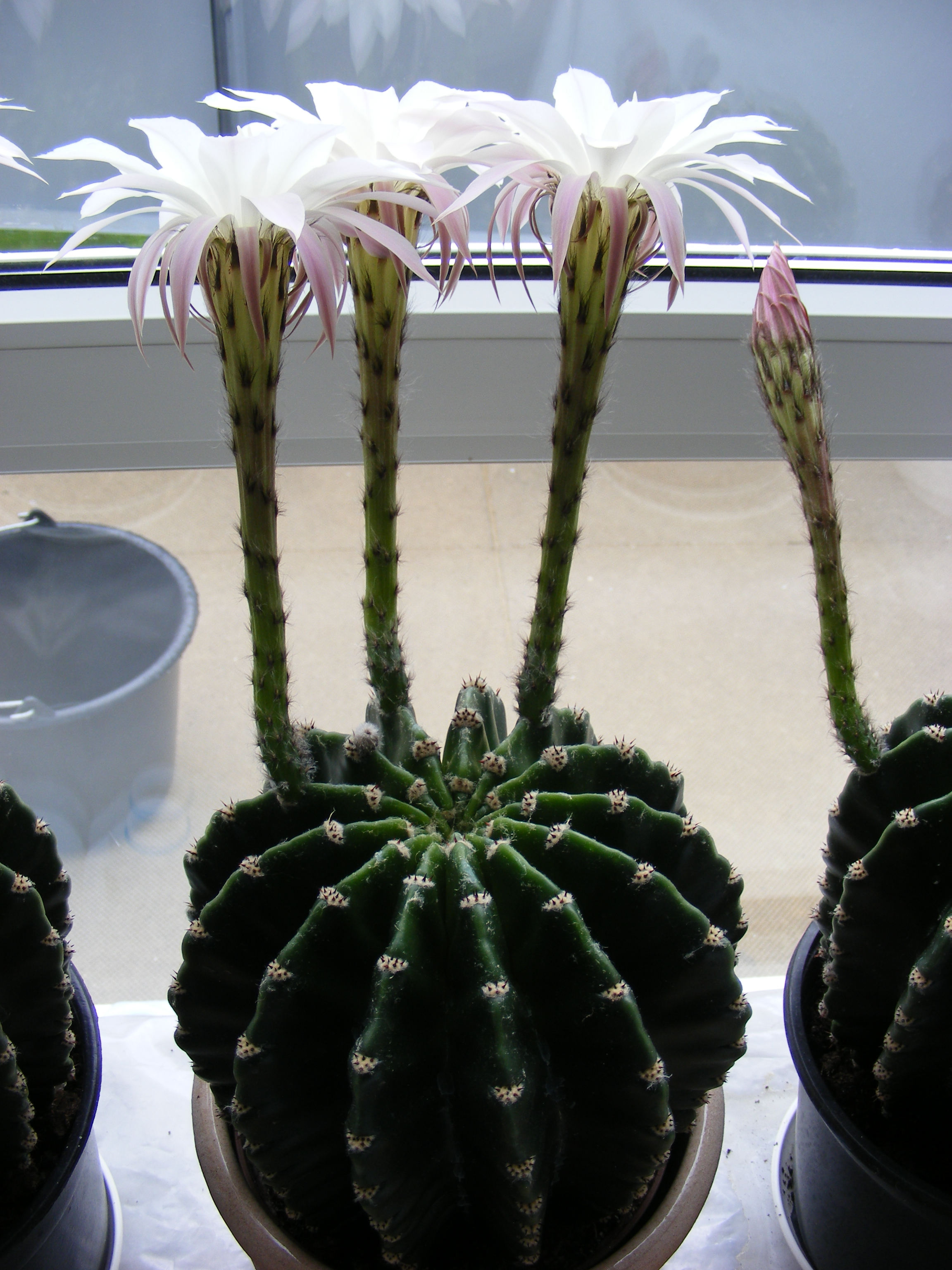
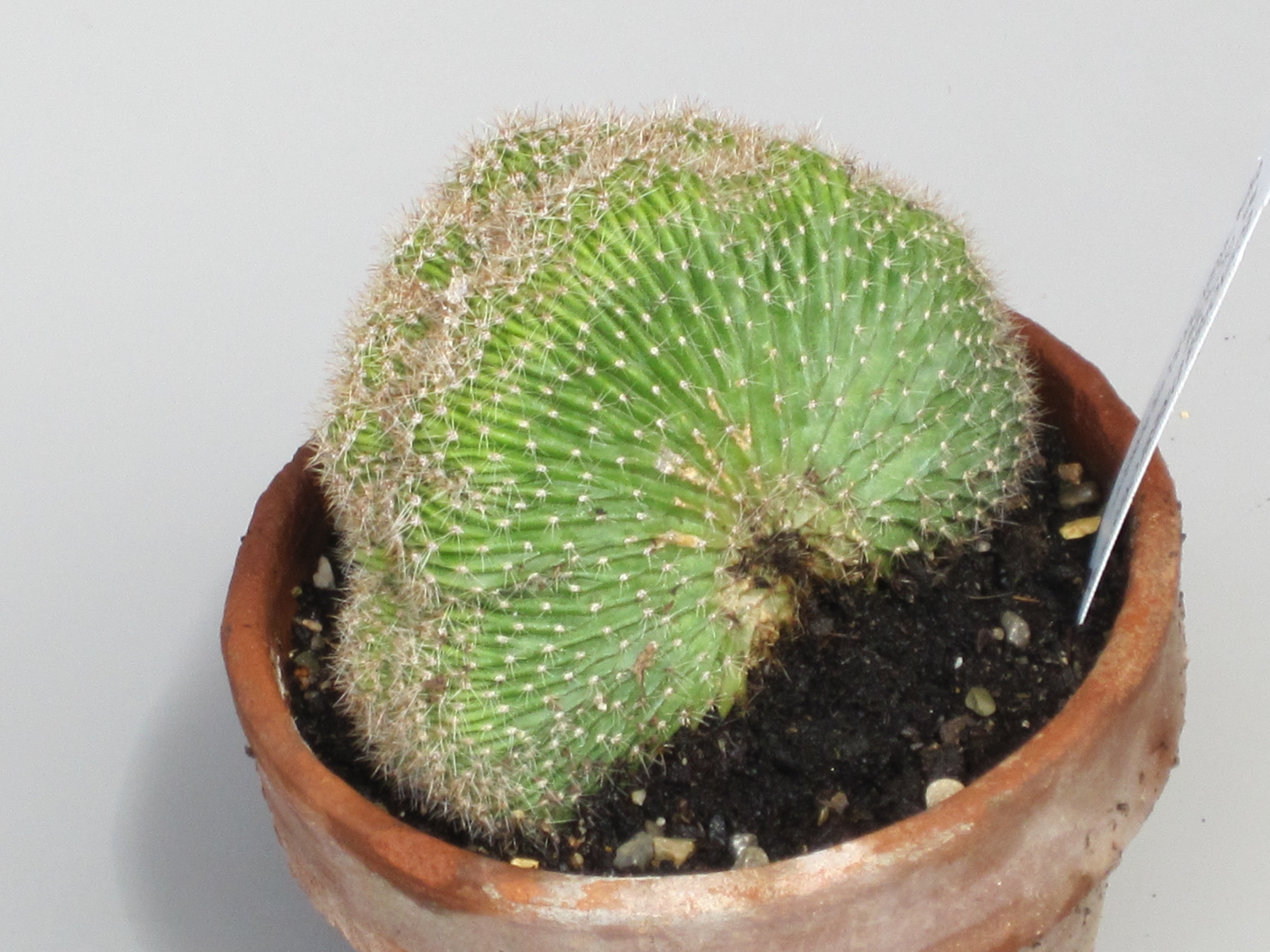
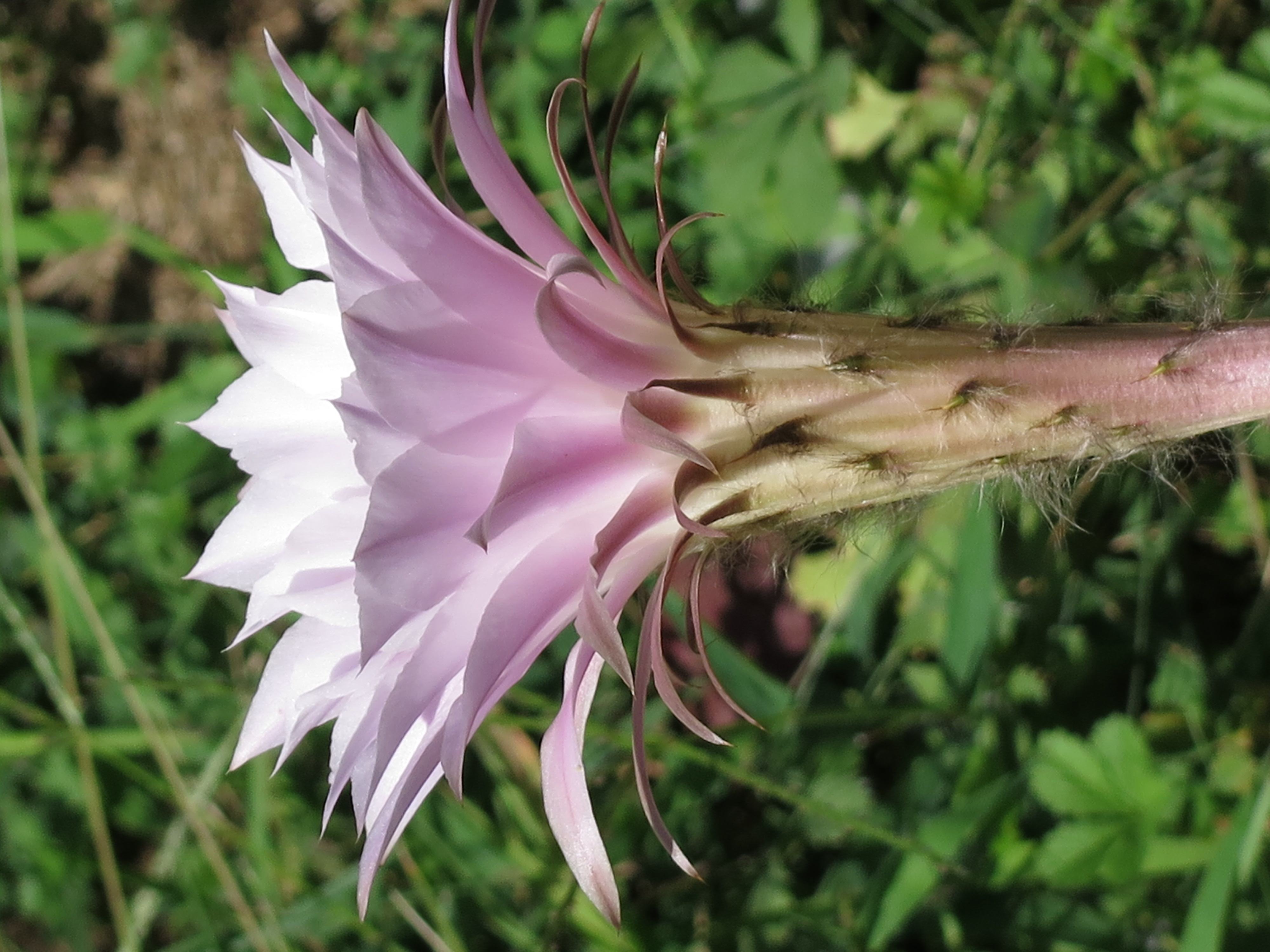